# Droga krajowa nr 442 (Węgry)
Droga krajowa nr 442 (węg. 442-es főút) – droga krajowa w komitacie Jász-Nagykun-Szolnok w południowo-wschodnich Węgrzech. Długość - 41 km. Przebieg: 
- Szolnok – skrzyżowanie z drogą 32, z drogą 4, most na Cisie
- Martfű
- Tiszaföldvár
- Cserkeszőlő – skrzyżowanie z drogą 44